# Anthony Middleton
Pour les articles homonymes, voir Middleton.
Anthony Middleton, né dans le Yorkshire et mort le 6 mai 1590 dans la banlieue actuelle de Londres en Angleterre, est un prêtre catholique anglais, accusé de trahison et exécuté sous le règne d'Élisabeth Ire. 

## Biographie
Né dans une famille de noble extraction et demeurée fidèle à l'Église catholique, pour échapper aux interdits frappant le catholicisme en Angleterre qui l'empêche de devenir prêtre catholique chez lui, il doit se rendre sur le continent pour étudier la théologie catholique. Il rejoint finalement Reims en 1582 et est inscrit au collège anglais de l'université de Reims. Il est ordonné prêtre en 1586. De retour en Angleterre il exerce comme prêtre dans la région de Londres avant d'être capturé par les hommes du célèbre chasseur de prêtres Richard Topcliffe. Rapidement jugé il est condamné à mort et subit le supplice réservé aux traîtres à savoir pendaison, éviscération et écartèlement. Avec lui est exécuté un autre prêtre catholique Edward Jones (en).

## Vénération
Reconnu comme un martyr catholique, Anthony Middleton fut béatifié en 1929 par le pape Pie XI. Figurant dans la liste des martyrs de Douai il est vénéré par l'Église catholique le 4 mai avec le groupe des cent sept martyrs d'Angleterre et du pays de Galles et le 6 mai individuellement.